# Lonchoptera maculata
Espèce
Lonchoptera maculata est une espèce de diptères.